# Élections générales québécoises de 1927
L'élection générale québécoise de 1927 se déroule le 16 mai 1927 afin d'élire à l'Assemblée législative du Québec les députés de la 17e législature. Il s'agit de la 17e élection générale dans cette province du Canada depuis la confédération de 1867.

## Contexte
Le Parti libéral du Québec, dirigé par le premier ministre Louis-Alexandre Taschereau, est reporté au pouvoir, formant de nouveau un gouvernement majoritaire et défaisant le Parti conservateur d'Arthur Sauvé. Le Parti libéral augmente sensiblement sa majorité à l'Assemblée législative et remporte une plus grande part du vote populaire en comparaison avec l'élection précédente, tandis que les conservateurs perdent plus de la moitié de leurs sièges ainsi que 5 % du vote populaire.
Devant le nouveau recul de son parti, le chef conservateur Arthur Sauvé annonce qu'il quittera son poste lors d'un congrès à la chefferie prévu pour 1929 ; lors de ce congrès, Camillien Houde est choisi pour succéder à Sauvé.
À partir du 1er avril 1927, un député qui est nommé ministre n'est plus obligé de démissionner comme député pour se représenter devant ses électeurs dans une élection partielle.

## Dates importantes
- 19 avril 1927 : Émission du bref d'élection.
- 16 mai 1927 : scrutin
- 10 janvier 1928 : ouverture de la session.

## Résultats
| Libéral   | Conservateur | Libéral indépendant | Ouvrier |
| 74 sièges | 9 sièges     | 1 siège             | 1 siège |
| ^         |              |                     |         |
| majorité  |              |                     |         |

### Résultats par parti politique
| Partis | Partis              | Chef                       | Candidats | Sièges | Sièges | Voix    | Voix   | Voix    |
| Partis | Partis              | Chef                       | Candidats | 1923   | Élus   | Nb      | %      | +/-     |
| --- | ------------------- | -------------------------- | --------- | ------ | ------ | ------- | ------ | ------- |
| | Libéral             | Louis-Alexandre Taschereau | 85        | 64     | 74     | 188 687 | 59,3 % | +7,82 % |
| | Conservateur        | Arthur Sauvé               | 67        | 20     | 9      | 109 105 | 34,3 % | -5,01 % |
| | Libéral indépendant | Libéral indépendant        | 7         | -      | 1      | 9 345   | 2,9 %  | +1,02 % |
| | Ouvrier             |                            | 2         | 0      | 1      | 6 774   | 2,1 %  | -0,94 % |
| | Indépendant         | Indépendant                | 6         | -      | -      | 4 050   | 1,3 %  | -       |
| Total | Total               | Total                      | 167       | 84     | 85     | 317 961 | 100 %  |         |
| Le taux de participation lors de l'élection était de 62,9 % et 2 843 bulletins ont été rejetés. Il y avait 569 018 personnes inscrites sur la liste électorale pour l'élection, toutefois seules 509 935 personnes avaient plus d'un candidat dans leur district. |                     |                            |           |        |        |         |        |         |

Élus sans opposition : 12 libéraux.

### Résultats par circonscription
- Abitibi : Hector Authier (Parti libéral)
- Argenteuil : Georges Dansereau (Parti libéral)
- Arthabaska : Joseph-Édouard Perrault (Parti libéral)
- Bagot : Joseph-Émery Phaneuf (Parti libéral)
- Beauce : Joseph-Hughes Fortier (Parti libéral)
- Beauharnois : Louis-Joseph Papineau (Parti libéral)
- Bellechasse : Antonin Galipeault (Parti libéral)
- Berthier : Cléophas Bastien (Parti libéral)
- Bonaventure : Pierre-Émile Côté (Parti libéral)
- Brome : Carlton James Oliver (Parti libéral)
- Chambly : Alexandre Thurber (Parti libéral)
- Champlain : William-Pierre Grant (Parti libéral)
- Charlevoix-Saguenay : Edgar Rochette (Parti libéral)
- Châteauguay : Honoré Mercier (fils) (Parti libéral)
- Chicoutimi : Gustave Delisle (Parti libéral)
- Compton : Jacob Nicol (Parti libéral)
- Deux-Montagnes : Arthur Sauvé (Parti conservateur)
- Dorchester : Charles-Ernest Ouellet (Parti libéral)
- Drummond : Hector Laferté (Parti libéral)
- Frontenac : Cyrille Baillargeon (Parti libéral)
- Gaspé : Gustave Lemieux (Parti libéral)
- Hull : Aimé Guertin (Parti conservateur)
- Frontenac : Andrew Philps (Parti libéral)
- Iberville : Lucien Lamoureux (Parti libéral)
- Iles-de-la-Madeleine : Joseph-Édouard Caron (Parti libéral)
- Jacques-Cartier : Victor Marchand (Parti libéral)
- Joliette : Lucien Dugas (Parti libéral)
- Kamouraska : Nérée Morin (Parti libéral)
- Labelle : Pierre Lortie (Parti libéral)
- Lac-Saint-Jean : Émile Moreau (Parti libéral)
- L'Assomption : Walter Reed(Parti libéral)
- Laval : Joseph-Olier Renaud (Parti conservateur)
- Lévis : Alfred-Valère Roy (Parti libéral)
- L'Islet : Élisée Thériault (Parti libéral)
- Lotbinière : Joseph-Napoléon Francoeur (Parti libéral)
- Maisonneuve : William Tremblay[3]
- Maskinongé : Joseph-William Gagnon (Parti libéral)
- Matane : Joseph-Arthur Bergeron (Parti libéral)
- Matapédia : Joseph Dufour (Parti libéral)
- Mégantic : Lauréat Lapierre (Parti libéral)
- Missisquoi : Alexandre Saurette (Parti libéral)
- Montcalm : Joseph-Ferdinand Daniel (Parti libéral)
- Montmagny : Charles-Abraham Paquet (Parti libéral)
- Montmorency : Louis-Alexandre Taschereau (Parti libéral)
- Montréal-Dorion : Aldéric Blain (Parti conservateur)
- Montréal-Laurier : Ernest Poulin (Parti libéral)
- Montréal-Mercier : Anatole Plante (Parti libéral)
- Montréal—Sainte-Anne : Joseph Henry Dillon (Parti libéral)
- Montréal—Sainte-Marie : Joseph Gauthier (Parti libéral)
- Montréal—Saint-Georges : Charles Ernest Gault (Parti conservateur)
- Montréal—Saint-Henri : Alfred Leduc (Parti libéral)
- Montréal—Saint-Jacques : Irénée Vautrin (Parti libéral)
- Montréal—Saint-Laurent : Joseph Cohen (Parti libéral)
- Montréal—Saint-Louis : Peter Bercovitch (Parti libéral)
- Montréal-Verdun : Pierre-Auguste Lafleur (Parti conservateur)
- Napierville-Laprairie : Joseph-Euclide Charbonneau (Parti libéral)
- Nicolet : Joseph-Alcide Savoie (Parti libéral)
- Papineau : Désiré Lahaie (Parti libéral)
- Pontiac : Wallace Reginald McDonald (Parti libéral)
- Portneuf : Pierre Gauthier (Parti libéral)
- Québec-Centre : Joseph-Octave Samson (Parti libéral)
- Québec-Comté : Joseph-Éphraïm Bédard (Parti libéral)
- Québec-Est : Oscar Drouin (Parti libéral)
- Québec-Ouest : Joseph Ignatius Power (Parti libéral)
- Richelieu : Jean-Baptiste Lafrenière (Parti libéral)
- Richmond : Stanislas-Edmond Desmarais (Parti libéral)
- Rimouski : Louis-Joseph Moreault (Parti libéral)
- Rouville : Cyrille-Améric Bernard (Parti libéral)
- Saint-Hyacinthe : Télesphore-Damien Bouchard (Parti libéral)
- Saint-Jean : Alexis Bouthillier (Parti libéral)
- Saint-Maurice : Joseph-Auguste Frigon (libéral indépendant)[4]
- Saint-Sauveur : Charles-Édouard Cantin (Parti libéral)
- Shefford : William Stephen Bullock (Parti libéral)
- Sherbrooke : Armand-Charles Crépeau (Parti conservateur)
- Soulanges : Avila Farand (Parti libéral)
- Stanstead : Alfred-Joseph Bissonnet (Parti libéral)
- Témiscamingue : Joseph-Édouard Piché (Parti libéral)
- Témiscouata : Léon Casgrain (Parti libéral)
- Terrebonne : Athanase David (Parti libéral)
- Trois-Rivières : Maurice Duplessis (Parti conservateur)
- Vaudreuil : Hormisdas Pilon (Parti libéral)
- Verchères : Félix Messier (Parti libéral)
- Westmount : Charles Allan Smart (Parti conservateur)
- Wolfe : Pierre-Cyrénus Lemieux (Parti libéral)
- Yamaska : David Laperrière (Parti libéral)